# Dani Martín (football)
Dani Martín, né le 8 juillet 1998 à Gijón en Espagne, est un footballeur espagnol, qui évolue au poste de gardien de but au FC Andorra.

## Biographie

### Sporting de Gijón
Né à Gijón en Espagne, Dani Martín est formé par le club de sa ville natale, le Sporting de Gijón. Il joue son premier match avec l'équipe première le 19 septembre 2017 lors d'une rencontre de coupe d'Espagne face au CD Numancia. Les deux équipes se neutralisent (1-1) avant que Numancia ne s'impose durant une séance de tirs au but (1-3). La prestation de Dani Martín est saluée par la presse malgré l'élimination. Le 28 septembre suivant Dani Martín prolonge son contrat jusqu'en 2021.

### Bétis Séville
Le 18 juillet 2019, Dani Martín s'engage pour cinq ans avec le Betis Séville. Il commence la saison 2019-2020 en jouant les deux premières journées, le 18 août 2019 face au Real Valladolid en entrant en jeu à la suite de l'expulsion de Joel Robles (défaite 1-2) et face au FC Barcelone où il est titularisé le 25 août (défaite 5-2).
Avec l'arrivée de Rui Silva à l'été 2021, Dani Martín descend dans la hiérarchie des gardiens. Il est alors prêté le 30 juillet 2021 pour une saison au Malaga CF.

### En équipe nationale
Martín compte trois sélections avec les moins de 19 ans, obtenues entre 2016 et 2017.
Le 6 septembre 2019, Dani Martín fête sa première sélection avec l'équipe d'Espagne espoirs, face au Kazakhstan. Titulaire dans les cages de l'Espagne ce jour-là, son équipe s'impose sur le score de un but à zéro.

## Palmarès

### En équipe nationale
Espagne espoirs
- Vainqueur du Championnat d'Europe espoirs en 2019.